# Victor Anichebe
Victor Chinedu Anichebe (* 23. dubna 1988, Lagos) je nigerijský fotbalový útočník a reprezentant, momentálně bez angažmá.

## Klubová kariéra
Jedná se o odchovance evertonské fotbalové akademie, premiéru v A-týmu si odbyl v roce 2006 v zápase FA Cupu proti Chelsea FC.
V květnu 2006 obdržel cenu za nejlepšího náhradníka za sezonu 2005/06 a krátce na to vstřelil svojí první branku v Premier League, a to proti West Bromwich Albion, kdy prostřelil gólmana Kuszczaka.
Rychle se stal oblíbencem fanoušků a v květnu 2007 prodloužil svůj kontrakt s Evertonem do roku 2011. V sezoně 2007/08 se stal velkou oporou týmu v Poháru UEFA, kdy Everton hrál ve skupině s týmy Metalist Kharkiv, AEL 1964, 1. FC Norimberk a SK Brann.
V roce 2008 ho fanoušci zvolili juniorem měsíce. O rok později se o něj pokoušel Hull City AFC, ale neúspěšně.

## Reprezentační kariéra
Byl členem nigerijského národního týmu do 23 let, který na LOH 2008 v Pekingu získal stříbrné medaile.